# Rjazan
Rjazan (rusko Рязань, Rjazan) je mesto in upravno središče Rjazanske oblasti, Ruska federacija. Mesto stoji ob reki Oki 196 km jugovzhodno od Moskve in ima 540.069 prebivalcev (2019). Mesto se je do leta 1776 imenovalo Perejaslavl-Rjazanski.

## Zgodovina
Področje Rjazana so okoli 6. stoletja poselila slovanska plemena. Ozemlje je bilo pred tem poseljeno s finskimi plemeni. Slovani naj bi okoli leta  800 zgradili rjazanski Kremelj. Prvi je bil lesen, potem pa postopoma zidan. Najstarejši ohranjeni ostanki Kremlja so iz 12. stoletja.
Mesto je bilo prvič omenjeno leta 1095 kot Pereslavl in središča neodvisne Rjazanske kneževine, ustanovljene  leta 1078.  Domneva se, da je bil prvi vladar Rjazana Jaroslav Svjatoslavič, knez Rjazana in Muroma, mest Kijevske Rusije.
Rjazan, ki je stal na meji med gozdom in stepo, je trpel zaradi številnih napadov tako s severa kot z juga. Med napadalci so bili tudi Kumani, njegov največji nasprotnik pa je bila Vladimiro-Suzdalska kneževina. Suzdalska vojska je do konca 12. stoletja  večkrat požgala njeno prestolnico.
Rjazan je bi prvo rusko mesto, ki so ga oplenile Batu kanove mongolske horde. 21. decembra 1237 je bil popolnoma uničen in se ni nikoli več povsem opomogel. Prestolnica kneževine se je preselila v 55 km oddaljeni Pereslavl-Rjazanski, ki je kasneje prevzel ime uničene prestolnice. Stara prestolnica se zdaj imenuje Stari Rjazan. 
Med obleganjem Kulikova leta 1380 je rjazanski veliki knez Oleg sklenil zavezništvo z Mamajem, vplivnim vojaškim poveljnikom Zlate horde, in velikim litovskim knezom  proti vojski pod poveljstvom velikega vladimirskega kneza Dimitrija Donskega. 
Rjazanska prestolnica je bila že od 16. stoletja znana kot Rjazan, uradno pa se je preimenovala leta 1778. Rjazanska kneževina se je leta 1521 vključila v Moskovsko veliko kneževino.

### Sovjetsko obdobje
Rjazan so v drugi svetovni vojni bombardirali Nemci.
Takoj po drugi svetovni vojni se je začelo mesto hitro razvijati. Postalo je veliko industrijsko, znanstveno in vojaško središče evropskega dela Sovjetske zveze. V mestu je največja rafinerija nafte v Evropi, tovarna za proizvodnjo strojev za pridelavo krompirja, tovarna za sintezo kemijskih vlaken, tovarna instrumentov in druge. Rjazan je tudi glavno središče za šolanje padalskih enot, sedež železniškega polka sovjetske vojske, zadolženega za gradnjo, vzdrževanje in obrambo železniških prog in zračna baza strateških bombnikov.

## Podnebje
Rjazan ima vlažno celinsko podnebje (Dfb). Najvišja izmerjena temperatura je bila 39,5 °C avgusta 2010, najnižja pa –40.9 °C januarja 1940.
| Podnebni podatki za Ryazan      | Podnebni podatki za Ryazan | Podnebni podatki za Ryazan | Podnebni podatki za Ryazan | Podnebni podatki za Ryazan | Podnebni podatki za Ryazan | Podnebni podatki za Ryazan | Podnebni podatki za Ryazan | Podnebni podatki za Ryazan | Podnebni podatki za Ryazan | Podnebni podatki za Ryazan | Podnebni podatki za Ryazan | Podnebni podatki za Ryazan | Podnebni podatki za Ryazan |
| Mesec                           | Jan                        | Feb                        | Mar                        | Apr                        | Maj                        | Jun                        | Jul                        | Avg                        | Sep                        | Okt                        | Nov                        | Dec                        | Letno                      |
| ------------------------------- | -------------------------- | -------------------------- | -------------------------- | -------------------------- | -------------------------- | -------------------------- | -------------------------- | -------------------------- | -------------------------- | -------------------------- | -------------------------- | -------------------------- | -------------------------- |
| Rekordno visoka temperatura °C  | 6.3                        | 7.8                        | 17.8                       | 29.0                       | 33.5                       | 36.7                       | 38.9                       | 39.5                       | 33.0                       | 24.2                       | 15.8                       | 8.9                        | 39.5                       |
| Povprečna visoka temperatura °C | −4.6                       | −4.4                       | 1.5                        | 11.8                       | 19.8                       | 23.2                       | 25.1                       | 23.3                       | 16.9                       | 9.2                        | 0.7                        | −3.5                       | 9.9                        |
| Povprečna dnevna temperatura °C | −7.5                       | −7.9                       | −2.3                       | 6.6                        | 13.6                       | 17.2                       | 19.2                       | 17.3                       | 11.6                       | 5.4                        | −1.8                       | −6.2                       | 5.4                        |
| Povprečna nizka temperatura °C  | −10.5                      | −11.2                      | −5.6                       | 2.4                        | 8.1                        | 12.0                       | 14.1                       | 12.4                       | 7.6                        | 2.4                        | −4.0                       | −9.0                       | 1.6                        |
| Rekordno nizka temperatura °C   | −40.9                      | −34.8                      | −28.6                      | −18.6                      | −5.0                       | −1.8                       | 3.5                        | 0.4                        | −7.3                       | −14.7                      | −24.5                      | −39.7                      | −40.9                      |
| Povprečna količina padavin mm   | 38                         | 34                         | 26                         | 38                         | 34                         | 64                         | 80                         | 57                         | 51                         | 64                         | 46                         | 43                         | 575                        |
| Vir: Pogoda.ru.net              |                            |                            |                            |                            |                            |                            |                            |                            |                            |                            |                            |                            |                            |

## Pobratena in posestrena mesta
Rjazan je pobraten in posestren z naslednjimi mesti:
| - Bratislava, Slovaška - Bressuire, Francija - Kruševac, Srbija | - Loveč, Bolgarija - Münster, Nemčija - Novi Atos, Abhazija, Gruzija | - Omiš, Hrvaška - Ostrów Mazowiecka, Poljska - Xuzhou, Kitajska |

## Galerija
- Ulica Poštovaja
- Ignacijeva palača
- Stolnica in Rjazanski Kremelj
- Mestna hiša